# Porrete

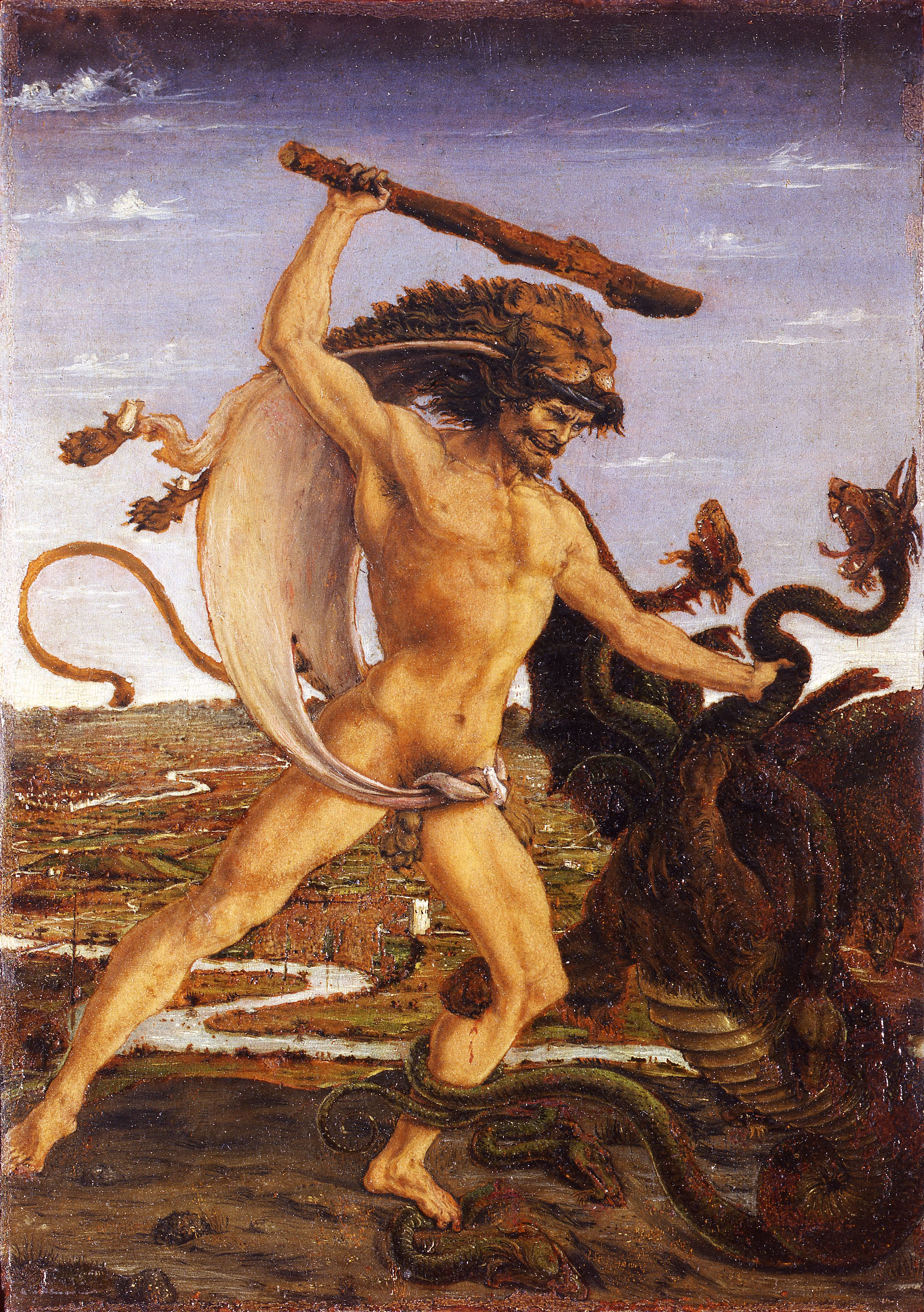
Hércules (segurando um porrete) e a hidra, fim do século XV, Florença.

Porrete, clava (do latim clava), bastão (do latim tardio bastone) ou maça (do latim mattea) é um tipo de taco ou bastão mais grosso numa das extremidades e geralmente feito de algum material sólido - podendo ser de madeira, pedra, ou metal - normalmente utilizado para fins de necessária força física ou em batalhas de estilo corpo a corpo, em especial pelas forças policiais.
Variam de tamanho, peso, material e manuseio, podendo causar danos leves ou pesados. Existem diversos modelos, que ganham nomes específicos, tais como:

## Maça
É uma forma mais aprimorada do porrete, sendo uma arma de mão forte e pesada. Consiste em um cabo de madeira, às vezes reforçado com metal ou placas de metal, com uma cabeça de pedra, cobre, bronze, ferro ou aço. Esta cabeça é geralmente bem saliente e às vezes contém tachões e pontas para ajudar a penetração da armadura e infligir maior dano. Caso a cabeça seja presa por tiras de couro ou uma corrente, a arma é denominada mangual e não maça. O tamanho das maças é bem variado.
A maça foi inventada por volta de 12 000 a.C. e, rapidamente, tornou-se uma arma importante. Essas primeiras maças de madeira, com pedra sílex ou obsidiana encravadas, tornaram-se menos populares devido ao aprimoramento das armaduras de couro curtido que podiam absorver grande parte do impacto. Algumas maças tinham a cabeça inteira de pedra, mas eram muito mais pesadas e de difícil manejo.
A descoberta do cobre e do bronze tornou possível as primeiras maças de metal.
Uma das primeiras imagens de maça que se conhece está na paleta de Narmer. Maças eram muito utilizadas na idade do Bronze no Oriente Próximo. Muitos povos eram incapazes de produzir as maças com lâminas e reforços de metal, o que as tornou ainda mais populares.
A maça tornou-se mais comum a partir da Idade do Ferro, quando espadas, lanças e machados de ferro eram facilmente fabricados. O Império Romano não usava maças, provavelmente porque eles não precisavam de armas pesadas e de impacto, ou pelo aspecto do estilo de luta romana envolvendo lanças e armas rápidas. Uma maça era mais útil a um guerreiro sozinho do que a unidades de infantaria romana.

## Cassetete
Seu nome vem do francês casse-tête, que significa literalmente "quebra-cabeça". É um bastão de madeira ou de metal utilizado por policiais ou militares, podendo ser usado também para a segurança pessoal.

## Borduna ou tacape

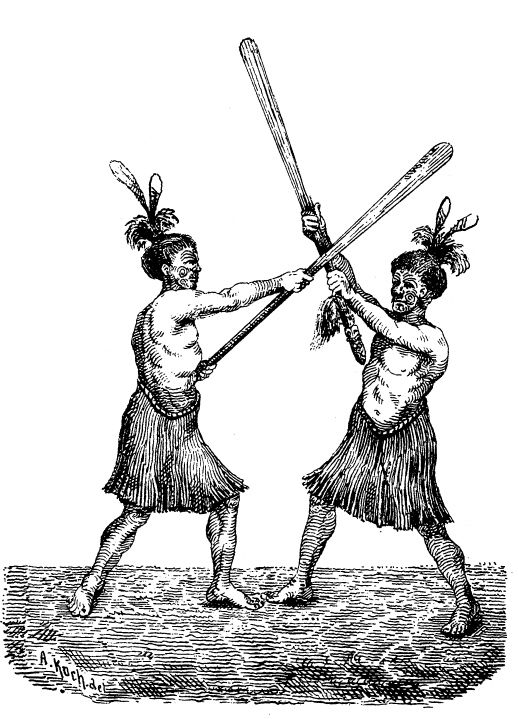
Maoris lutando com tacapes

Do tupi, é uma arma indígena utilizada para ataque, defesa ou caça. Geralmente é uma espécie de clava cilíndrica e alongada. Acaba sendo também utilizada pelos indígenas como bengala, remo e objeto perfurante, quando do tipo de ponta.[carece de fontes?]

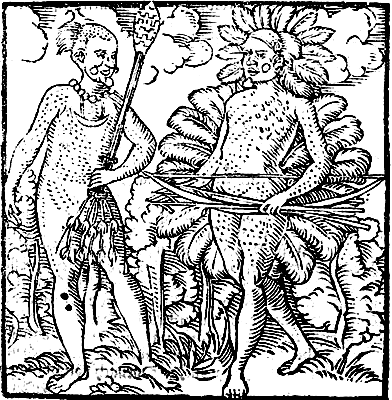
Indígena da etnia tupinambá brasileiro portando um porrete, à esquerda

Os nativos das Américas utilizavam o tacape, borduna ou clava feito de madeira dura com 1,5 metro de comprimento, cuja extremidade podia ser oval, arredondada ou chata. Neste caso, ela era afiada. Era usada tanto na guerra como para sacrificar inimigos.
O boaháp era uma pequena clava para ataque e defesa feita do âmago da palmeira paxiúba.

Clavas de patauá (Jessenia bataua) eram também usadas pelos nativos não necessariamente para a caça ou guerra, mas para resolver disputas por mulheres.
Nativos da Califórnia usavam clavas entalhadas de um único tronco ou galho de árvore. As dimensões das clavas variavam de 3 cm a 4 cm de diâmetro, 20 cm a 30 cm de comprimento e a cabeça, geralmente arredondada, de 8 cm a 10 cm de diâmetro e 8 cm a 10 cm de comprimento. O comprimento total da arma variava de 30 a 70 cm. Na parte final do cabo havia um furo transversal por onde passava um cordão de couro, que servia para prender a arma no pulso do nativo. O acabamento era dado por pedras cortantes e facas e o tingimento era feito com hematita avermelhada e dióxido de manganês escuro. Eram usadas em batalhas, bem como em caçadas.
Os Astecas do México incrustavam seus tacapes de madeira com lascas de obsidiana, uma pedra vulcânica e vítrea, que causava terríveis ferimentos em suas vítimas.

## Tonfa

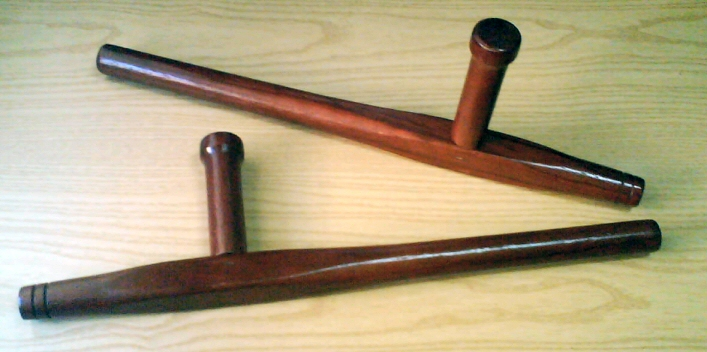
Tonfas

Foi desenvolvida há já muitos séculos como uma arma de madeira pelos habitantes de Okinawa, no Japão, especificamente para uso no caratê.
Duas tonfas eram frequentemente usadas simultaneamente, sendo uma arma muito eficiente contra ladrões. Os movimentos circulares da tonfa eram usados como forma de ataque, a parte lateral era usada para bloquear golpes de nunchakus e as extremidades para ataques penetrantes.
Por volta de 1580, foram impostas leis que proibiram o uso e a posse de armas, até de espadas velhas e ferrugentas, para tentar restaurar a paz e trazer prosperidade a Okinawa. Isso ajudava a prevenir perdas de vida desnecessárias entre o povo e prevenir o surgimento de guerras civis, mas deixava os camponeses de Okinawa sem defesa contra os ninjas. Apesar das técnicas de mão vazia desenvolvidas nos campos de batalha serem eficazes, não o eram contra ataques em massa. Hoje, substituindo o ultrapassado cassetete, a tonfa se tornou um bastão ainda mais resistente, feito de fibra sintética e sendo usada como arma de defesa policial.
Originalmente, a tonfa, antes de se tornar arma, era usada há mais de oito séculos na China e no Japão para moer e descascar arroz e feijão.
A tonfa foi apenas um dos instrumentos agrícolas usados na China antiga que passaram a ser utilizados como armas em função do desarmamento civil.